# غواناوات
غواناوات (الاسم العلمي: Penelopinae) هي أسرة الطيور تتبع فصيلة القرازية من رتبة الدجاجيات.
تضم أنواع طيور الغوان والشاشالاكا.

## أجناس
- غوان صغير (بالإنجليزية: Penelopina)‏
- غوان أرضي (بالإنجليزية: Chamaepetes)‏
- غوان بنيلوب (بالإنجليزية: Penelope)‏
- غوان بيبيل (بالإنجليزية: Pipile)‏
- غوان أبوريا (بالإنجليزية: Aburria)‏
- شاشالاكا (بالإنجليزية: Ortalis)‏
- غوان جبلي (بالإنجليزية: Oreophasis)‏